# Eyota (Minnesota)
Eyota – miasto w Stanach Zjednoczonych, w stanie Minnesota, w hrabstwie Olmsted.